# Dante Unali
Dante Rubén Unali (San Miguel de Tucumán, Argentina, 10 de diciembre de 1964) es un exfutbolista argentino que jugó como defensa.
Mientras jugaba en Deportivo Mandiyú,fue convocado por Alfio Basile a la Selección de fútbol de Argentina en la previa de Copa América 1991. El defensa zurdo jugó su único partido con Argentina en un amistoso contra Brasil en marzo de 1991, entrando como suplente en el segundo tiempo como lateral izquierdo. Su participación en la Copa América de 1991 se descartó debido a una lesión de rodilla. Tras esta lesión, nunca más recibió una convocatoria a la selección nacional.
En julio de 1997, dio positivo en un Control antidopaje por atenolol. El caso concluyó con su absolución.

## Clubes
| Club                    | País      | Año       |
| ----------------------- | --------- | --------- |
| Racing de Córdoba       | Argentina | 1985-1986 |
| San Martín (San Juan)   | Argentina | 1987-1989 |
| Deportivo Mandiyú       | Argentina | 1989-1991 |
| Huracán                 | Argentina | 1991-1993 |
| Colón                   | Argentina | 1994-2000 |
| Talleres de Córdoba     | Argentina | 2000-2001 |
| Colón                   | Argentina | 2001-2002 |
| Estudiantes de la Plata | Argentina | 2002      |
| Racing de Córdoba       | Argentina | 2003      |